# Јакшићи (Врбовско)
Јакшићи су насељено мјесто града Врбовског, у Горском котару, у Приморско-горанској жупанији, Република Хрватска.

## Географија
Јакшићи се налазе око 10 км сјеверозападно од Врбовског.

## Становништво
Према попису становништва из 2011. године, насеље Јакшићи је имало 50 становника.
| Националност       | 1991. | 1981. | 1971. | 1961. |
| Срби               | 71    | 91    | 94    | 100   |
| Југословени        | 3     | 7     |       |       |
| Хрвати             | 1     | 4     | 8     | 2     |
| остали и непознато | 1     |       |       | 1     |
| Укупно             | 76    | 102   | 102   | 103   |

| Демографија | Демографија | Демографија |
| Година      | Становника  | Становника  |
| ----------- | ----------- | ----------- |
| 1961.       | 103         |             |
| 1971.       | 102         |             |
| 1981.       | 102         |             |
| 1991.       | 76          |             |
| 2001.       | 72          |             |
| 2011.       |             | 50          |